# Premier choc pétrolier
 (octobre 2013).
Si vous disposez d'ouvrages ou d'articles de référence ou si vous connaissez des sites web de qualité traitant du thème abordé ici, merci de compléter l'article en donnant les références utiles à sa vérifiabilité et en les liant à la section « Notes et références ».

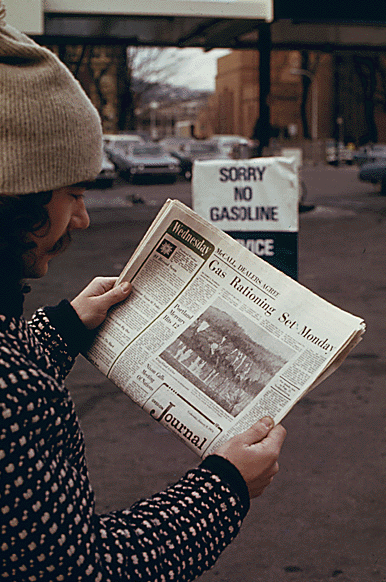
Un passant dans l'Oregon prenant connaissance des nouvelles concernant le rationnement de l'essence, en janvier 1974.

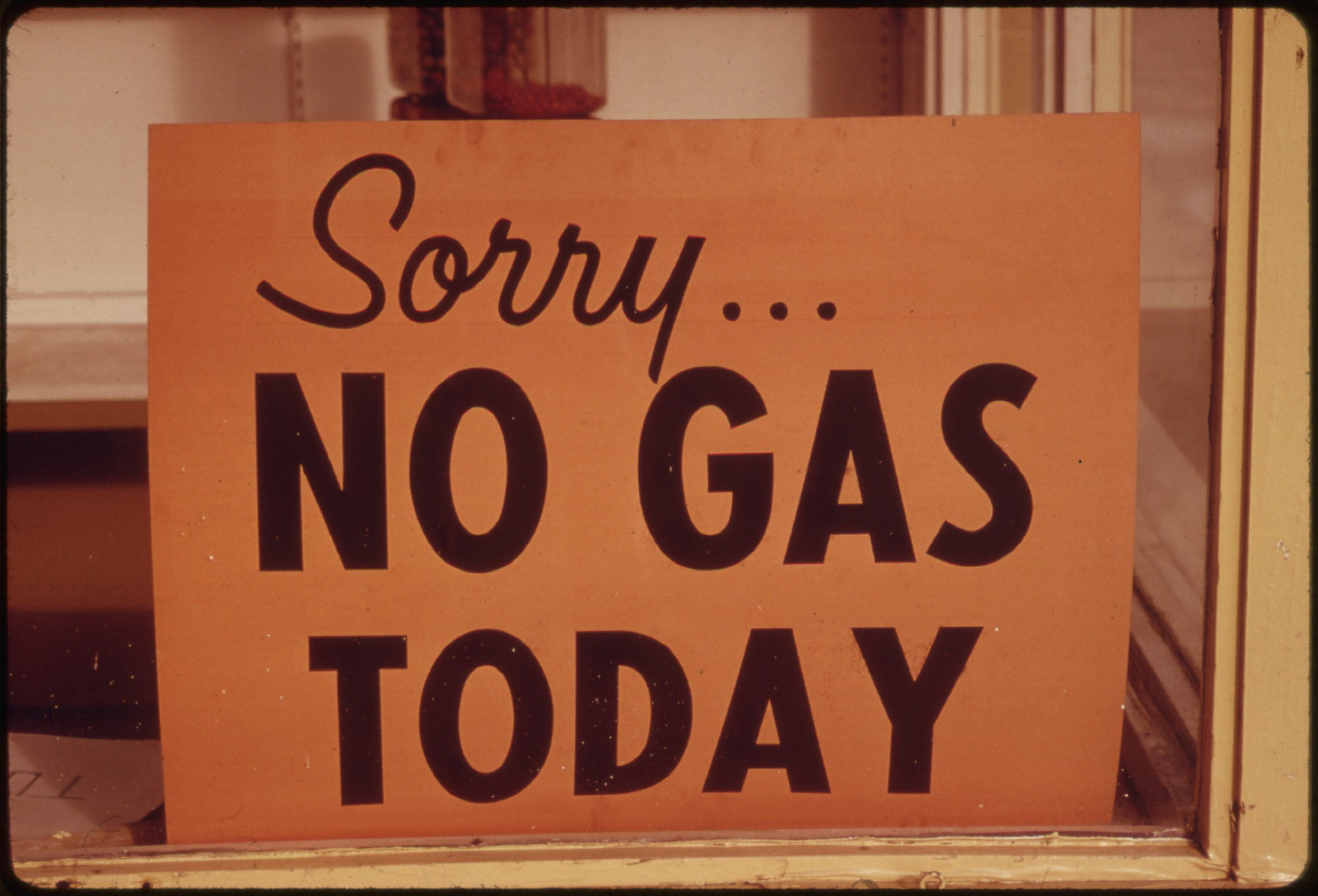
Un panneau dans l'Oregon, fin 1973 : « Désolé, pas d'essence pour aujourd'hui ».

Le premier choc pétrolier est une crise mondiale des prix du pétrole qui débute après la guerre du Kippour d'octobre 1973, et les voit quadrupler en seulement six mois, à cause d'un embargo pétrolier, sur fond, en 1971, de pic de production de pétrole atteint aux États-Unis dont les réserves s'épuisaient, deux ans après les premières annonces signalant l'abandon des accords de Bretton Woods qui avaient causé une forte dévalorisation du dollar et donc des cours du pétrole libellés en dollars.
La crise économique induite est associée par les économistes à ce choc à cause de la déclaration d'embargo de l'Organisation des pays exportateurs de pétrole (OPEP) accélérant encore la hausse de prix du baril dans le contexte de la guerre du Kippour. 
D'octobre 1973, date traditionnelle associée au début de la crise, à mars 1974, le prix du baril a quadruplé, passant de 2,59 à 11,65 dollars. Les effets du « premier choc pétrolier » vont se faire sentir l'année qui suit et celle d'après, avant de s'atténuer de 1976 à 1978, mais un deuxième choc va suivre en 1979.

## Contexte et causes

### Le pic de production des États-Unis

Courbes de production et d'importation des États-Unis.

Pour certains historiens du marché du pétrole et certains spécialistes de l'industrie, la raison du premier choc pétrolier est tout simplement le fait que les États-Unis, premier producteur de l'époque, ont passé leur pic de production en 1971 (avant l'abandon de Bretton-Woods). L'ambassadeur américain James Akins, mandaté par le gouvernement américain pour évaluer l'état réel des réserves américaines en pétrole, montre en 1972 que les États-Unis n'ont alors plus la capacité d'augmenter encore leur production. Lors d'une adresse spéciale à l'attention du Congrès américain sur la politique énergétique, prononcée le 18 avril 1973 (c'est-à-dire 6 mois avant que l'Organisation des pays exportateurs de pétrole (OPEP) ne décide d'un embargo sur le pétrole), le président Nixon précise que :

« Notre demande en énergie a crû si vite qu'elle dépasse désormais notre approvisionnement disponible, et au rythme de croissance actuel, elle aura presque doublé par rapport à ce qu'elle était en 1970. Dans les quelques années qui viennent, il nous faut accepter la possibilité de pénuries d'énergie sporadiques et une certaine hausse du prix de l'énergie. […] La production intérieure disponible de pétrole n'est désormais plus capable d'en suivre la demande,. »

Selon le cheikh Ahmed Zaki Yamani, ministre saoudien du pétrole entre 1962 et 1986, ce sont les États-Unis eux-mêmes, par le biais d'Henry Kissinger (Secrétaire d'État du gouvernement Nixon), qui souhaitaient que le prix du pétrole augmente fortement. Cette hausse du prix devait permettre de rendre rentable l'exploitation des champs de pétrole non conventionnels situés sur le sol américain. Dans son discours du 18 avril 1973, Richard Nixon évoque en particulier le développement des champs de pétrole et de gaz situés dans le golfe du Mexique, le plateau continental atlantique et le golfe de l'Alaska, et le développement des schistes bitumineux (« oil shales »). C'est d'ailleurs James Akins qui, le premier, lors d'une réunion de l'OPEP à Alger (Algérie) en mai 1972, évoque officiellement la possibilité d'un prix du baril à quatre ou cinq dollars, soit le double du prix du baril de l'époque (alors que jusque-là, les responsables des pays arabes n'avaient envisagé que des hausses de quelques dizaines de centimes, comme la Libye, en 1971, avec une hausse de 40 centimes du prix du baril).

### La fin du système monétaire de Bretton Woods
Pour beaucoup d'économistes, le premier choc pétrolier en 1973 est la conséquence directe de la réaction de l'OPEP à la forte baisse du dollar après la fin des accords de Bretton Woods. Le 15 août 1971, les États-Unis suspendent la convertibilité du dollar en or et permettent ainsi au dollar de « flotter ». Le système des taux de change fixes s'écroule définitivement en mars 1973 avec l'adoption du régime de changes flottants. Le résultat en est une dépréciation de la valeur du dollar américain, monnaie dans laquelle les prix du pétrole sont fixés et a pour conséquence pour les producteurs de pétrole un revenu inférieur pour le même prix nominal. Le cartel de l'OPEP publie un communiqué conjoint indiquant que dorénavant, le prix du baril de pétrole serait fixé par rapport à l'or. Après 1971, l'OPEP est lente à réajuster les prix pour tenir compte de cette dépréciation. De 1947 à 1967, le prix du pétrole en dollars américains a augmenté de moins de 2 % par an. Jusqu'au choc pétrolier, le prix est resté relativement stable par rapport aux autres devises et matières premières qui sont soudainement devenues beaucoup plus volatiles par la suite. Les ministres de l'OPEP n'avaient pas élaboré de mécanismes institutionnels permettant de mettre à jour rapidement ces prix pour suivre l'évolution du marché, de sorte que leur revenu réel connut un décalage de plusieurs années par rapport aux autres matières premières. Les hausses de prix substantielles de 1973-1974 ont largement rattrapé ces écarts de revenus en comparaison d'autres produits tels que l'or.

## Déroulement des faits

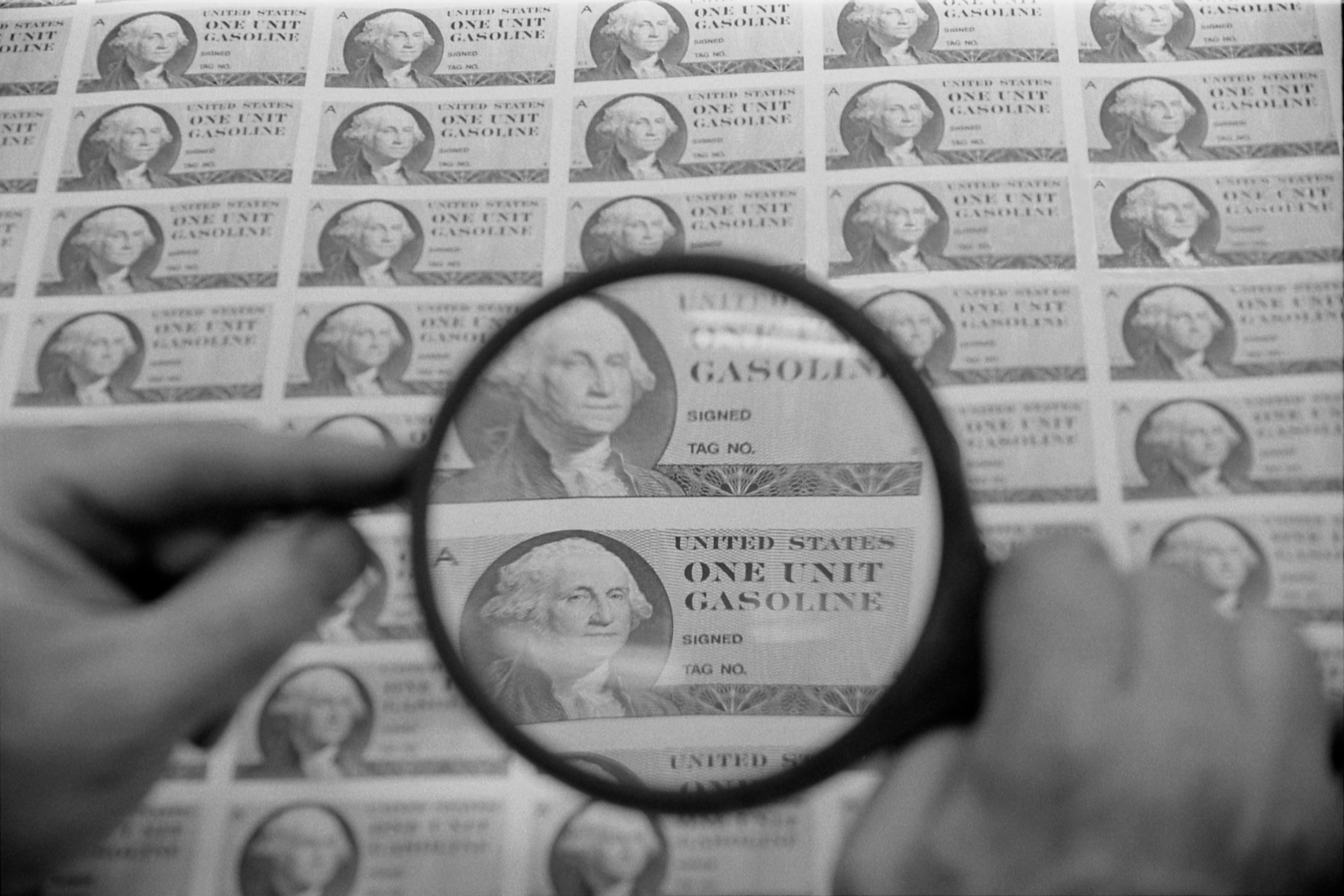
Des tickets de rationnement d’essence aux États-Unis, lors de la crise pétrolière de 1973.

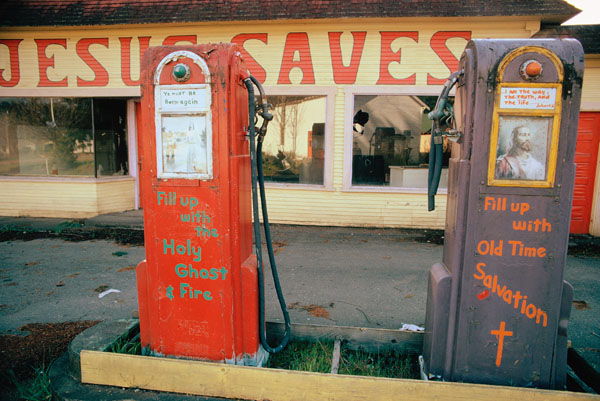
Station essence reconvertie en centre prosélyte du réveil religieux, à Potlatch (État de Washington).

Les États-Unis, premier producteur de l'époque, atteignent leur pic de production pétrolière en 1971, ce qui amène aux premières pénuries aux États-Unis.
L'Arabie saoudite réalise alors 21 % des exportations mondiales de brut. Le roi Fayçal, bien qu'en bonnes relations avec les États-Unis, déplore leur soutien inconditionnel à Israël qui met en danger selon lui les régimes arabes, entre autres celui de Sadate en Égypte. Lors de la guerre du Kippour, Richard Nixon approvisionne en armement l'État hébreu qui fait face à l'attaque égypto-syrienne ravitaillée par les Soviétiques. En réponse, les pays du Golfe persique augmentent unilatéralement, sans l'accord des compagnies, de 70 % le prix affiché du baril de brut.

### Guerre du Kippour
Le 6 octobre 1973, la majorité des habitants de l’État hébreu célèbre Yom Kippour, le jour le plus sacré du calendrier juif. C’est le moment choisi par une coalition arabe menée par l'Égypte et la Syrie pour lancer une attaque militaire surprise en réponse à la défaite de la guerre des Six Jours qui opposa, du 5 au 10 juin 1967, Israël à l'Égypte, la Jordanie, la Syrie et l'Irak, à l'initiative d'Israël devant une concentration de forces estimée alors menaçante à ses frontières. Cette nouvelle coalition pouvait viser à récupérer par la force les territoires conquis auparavant par Israël, la péninsule du Sinaï et le plateau du Golan en particulier. L'offensive éclair déstabilise dans un premier temps Israël mais l'armée israélienne, dite Tsahal, rétablit la situation. L’aide militaire américaine, marquée par des livraisons d’armes par pont aérien à partir du 14 octobre 1973, a permis à l’État hébreu de débloquer une situation critique.
La réaction arabe face à l'intervention américaine ne se fait pas attendre. Les 16 et 17 octobre 1973, pendant la guerre du Kippour, les pays arabes membres de l'OPEP, alors réunis au Koweït, décident d’augmenter unilatéralement de 70 % le prix du baril de brut et une réduction mensuelle de 5 % de la production pétrolière jusqu'à évacuation des territoires occupés et reconnaissance des droits des Palestiniens. Le 20 octobre, Fayçal décide un embargo total sur les livraisons destinées aux États-Unis - qui alors dépendent à 4 % du pétrole saoudien -, puis aux Pays-Bas, États « qui soutiennent Israël ». L’embargo lui-même est levé seulement cinq mois plus tard mais la sanction économique reste.
Les revendications des pays arabes portent sur :
- l'augmentation importante du prix du brut et plus précisément la quote-part de ce prix revenant aux « États producteurs » ;
- le contrôle absolu des niveaux de la production afin de maintenir un prix « artificiellement » élevé du brut ;
- la participation croissante, de la part de ces pays, aux opérations de production entraînant la disparition progressive du brut revenant aux sociétés concessionnaires (dit « brut de concession ») au profit du brut qui revient à l'« État hôte » (dit « brut de participation ») ;
- le financement de la cause arabo-palestinienne et la reconnaissance d'un peuple palestinien jusqu'alors peu populaire en Europe : le ministre du pétrole saoudien déclarait le 26 novembre 1973 à la télévision française dans l'émission Actuel 2 : « Si vous ne changez pas votre politique [de soutien à Israël], l’Europe va souffrir »[8].

Le prix du baril sur le marché libre passe de 3 à 18 dollars en quelques semaines. Fin décembre, les pays de l'OPEP réunifient le prix du baril à 11,65 $. Entre les mois d'octobre 1973 et de janvier 1974, le prix du baril du brut de référence qu'est l'« Arabe léger » est quadruplé, passant de 2,32 $ à 9 $. Dans ce prix, l'« État producteur » prélève, en 1973, 2,09 $/bbl et 8,7 $/bbl en janvier 1974 soit plus de quatre fois plus.
La pénurie suscite une sorte de panique ; les prix poursuivent leur ascension vertigineuse : ils quadruplent à la suite des augmentations d'octobre et de décembre. Les pays consommateurs réagissent d'une manière désordonnée, cherchant à tirer leur épingle du jeu. L'Agence internationale de l'énergie (AIE), créée à cette occasion, n'est pas en mesure d'établir un certain ordre et ce sont les grandes compagnies elles-mêmes qui sont chargées de répartir le rationnement d'une manière égale en jouant sur les sources d'approvisionnement arabes et non arabes.
Certains pays arabes souhaitent une réduction de la production pour maintenir les prix à la hausse. Les États-Unis refusent cette perspective et tentent d'organiser un cartel international de consommateurs face à l'OPEP mais échouent en raison de l'opposition de la France. Pour s'opposer à toute diminution de la production, les États-Unis, par la voix d'Henry Kissinger, se disent prêts à intervenir militairement si besoin dans la péninsule arabique pour prendre le contrôle des principaux champs pétrolifères. À défaut d'une intervention, ils sont disposés à faire de l'Iran le gendarme du golfe Persique. La révolution islamique iranienne ne se produira que six ans plus tard. La facture pétrolière des États-Unis passe de 4 milliards de dollars en 1973 (23 milliards actuels) à 24 milliards en 1974 (124 milliards actuels).
Après le VIe sommet arabe d'Alger (du 26 au 28 novembre 1973), les États-Unis doivent infléchir leur politique jugée trop favorable à Israël, tout comme l'Europe occidentale et le Japon.
Le 18 mars 1974, l'OPEP est réunie à Vienne. Le dirigeant égyptien Sadate obtient la levée de l'embargo, à l'exception de la Libye et de la Syrie qui refusent de s'associer à cette décision,.

## Classification des pays
Après la réunion de l’OPAEP du 5 novembre 1973, à Koweït, il fut décidé de classer les pays :
- pays amis : tous les pays qui acceptaient de déclarer qu’Israël devait libérer les territoires occupés en 1967 et 1973. C’est-à-dire tous les pays africains (à l’exception de l’Union d’Afrique du Sud et de la Rhodésie), les pays asiatiques et d’Amérique du Sud, les pays socialistes, ainsi que la France et l’Espagne ;
- pays ennemis : essentiellement les États-Unis et les Pays-Bas ;
- pays neutres : les autres pays.

## Les effets macroéconomiques
Les conséquences de cette crise sur l’économie mondiale sont encore discutées. Pour Jean-Hervé Lorenzi, Olivier Pastré et Joëlle Toledano, l’économie mondiale montrait déjà des signes d’essoufflement avant la crise pétrolière. En revanche, ces phénomènes ont été amplifiés par cette crise.
Un choc pétrolier est d’abord un choc d’offre. Le pétrole est une consommation intermédiaire utilisée pour produire. L’augmentation du prix du pétrole vient enchérir les coûts de production, augmentant les prix et diminuant les profits. Le pouvoir d’achat diminuant, la consommation et donc la demande diminuent également et advient un choc de demande.
Ainsi, cette crise pèse à la baisse sur la croissance tout en créant de l’inflation. Cette combinaison d’inflation et de stagnation économique s’appelle la stagflation.

## Résultats à long terme
De fait, l'OPEP ne retrouvera plus avant longtemps un tel niveau de puissance sur le plan économique et politique et les objectifs affichés de l'embargo ne seront pas atteints. Les politiques d'amélioration du rendement énergétique et une diversification des sources d'énergie se mettent en place à partir de ce moment-là. En particulier, les pays développés cessent de brûler massivement du pétrole pour produire de l'électricité : la France, par exemple, se lance dans un programme massif de constructions de centrales nucléaires, tout comme le Japon. Elle essaie aussi de remplacer le fioul par l'électricité pour le chauffage des bâtiments. L'Italie et le Royaume-Uni, de leur côté, choisissent de privilégier le gaz pour le chauffage des bâtiments et la production électrique, tandis que l'Allemagne de l'Ouest choisit de panacher charbon, gaz naturel et nucléaire pour sa production électrique et d'utiliser plutôt du gaz pour chauffer ses bâtiments.
Le nucléaire ne modifiera pas la dépendance au pétrole, mais permettra une alternative énergétique à cette dépendance qui trouvera un écho dans le monde entier.
Les Pays-Bas décident d'investir massivement dans une politique de transports favorable au vélo[source insuffisante].